# Lesní požár v Izraeli 2010
Lesní požár v Izraeli 2010 byl rozsáhlý lesní požár, který zuřil od 2. do 5. prosince 2010 v pohoří Karmel jižně od města Haifa v severním Izraeli. Šlo o největší lesní požár v dějinách státu Izrael.

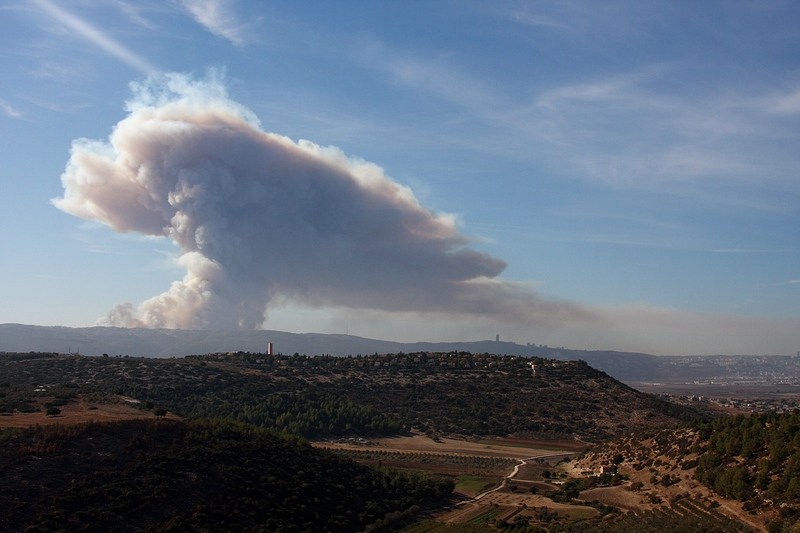
Pohled na sloup kouře nad pohořím Karmel od vesnice Harduf v časné fázi požáru 2. prosince 2010

Panoramatický pohled na požár v pohoří Karmel

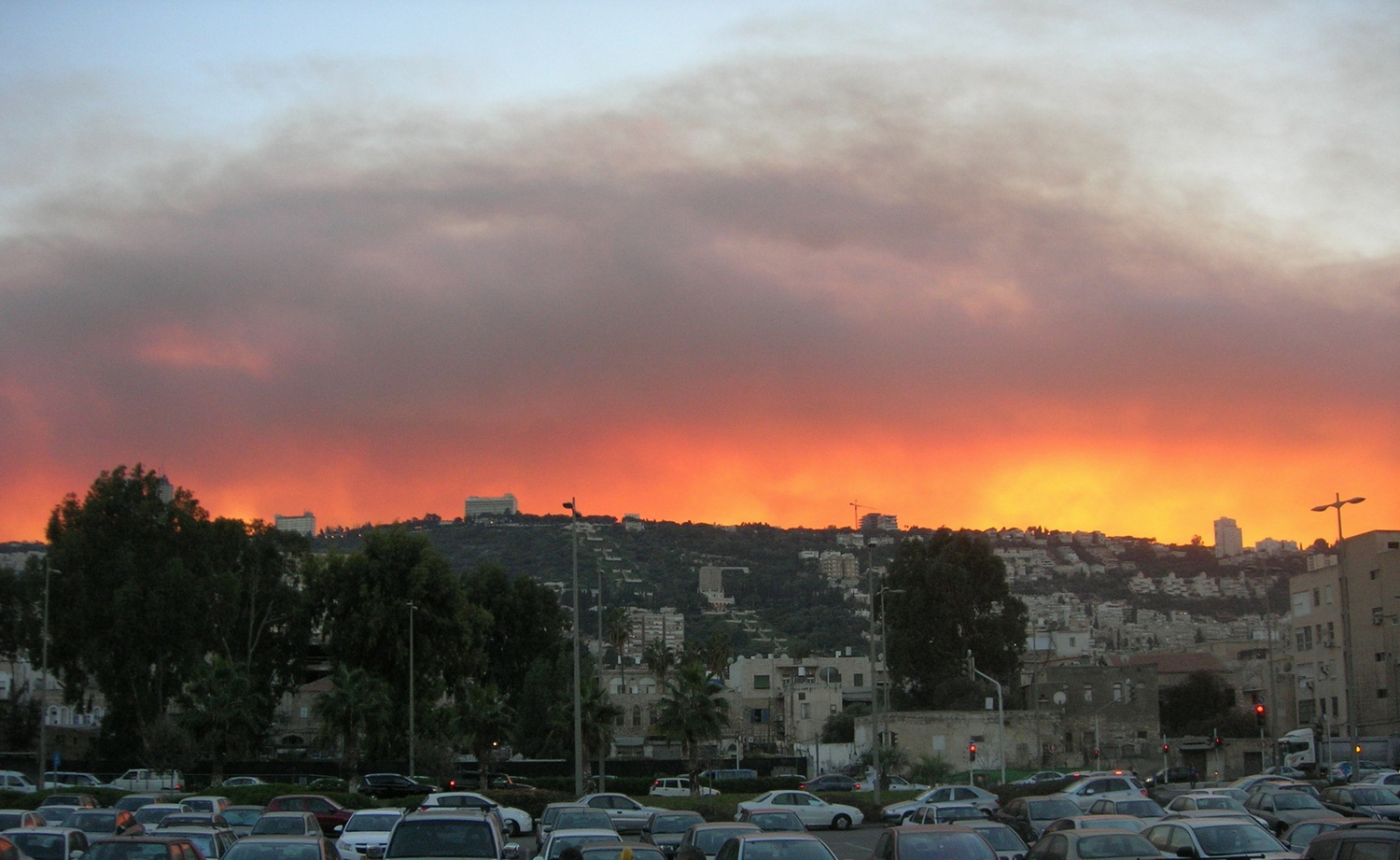
Pohled na požár na hřebenech pohoří Karmel z centra Haify

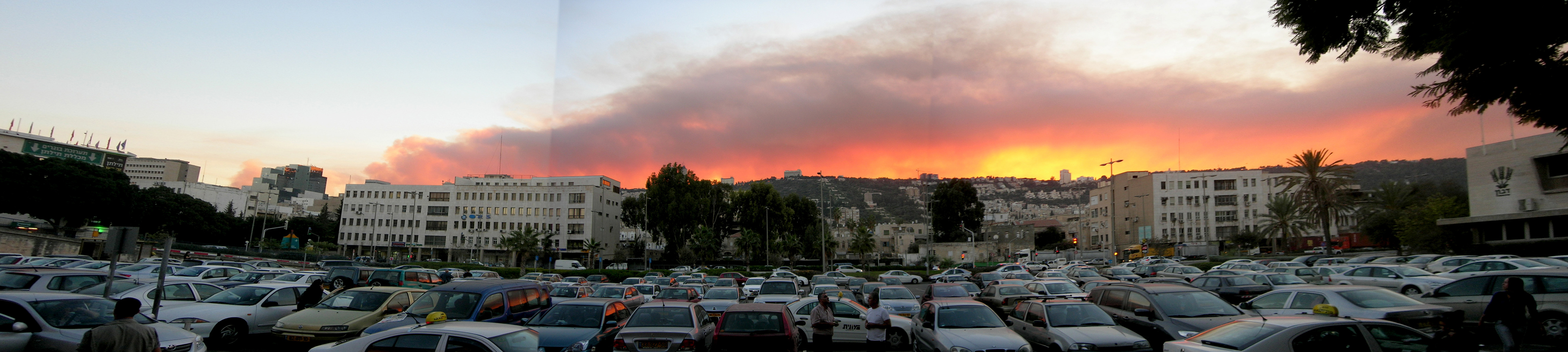
Panoramatický pohled na požár na hřebenech pohoří Karmel z centra Haify

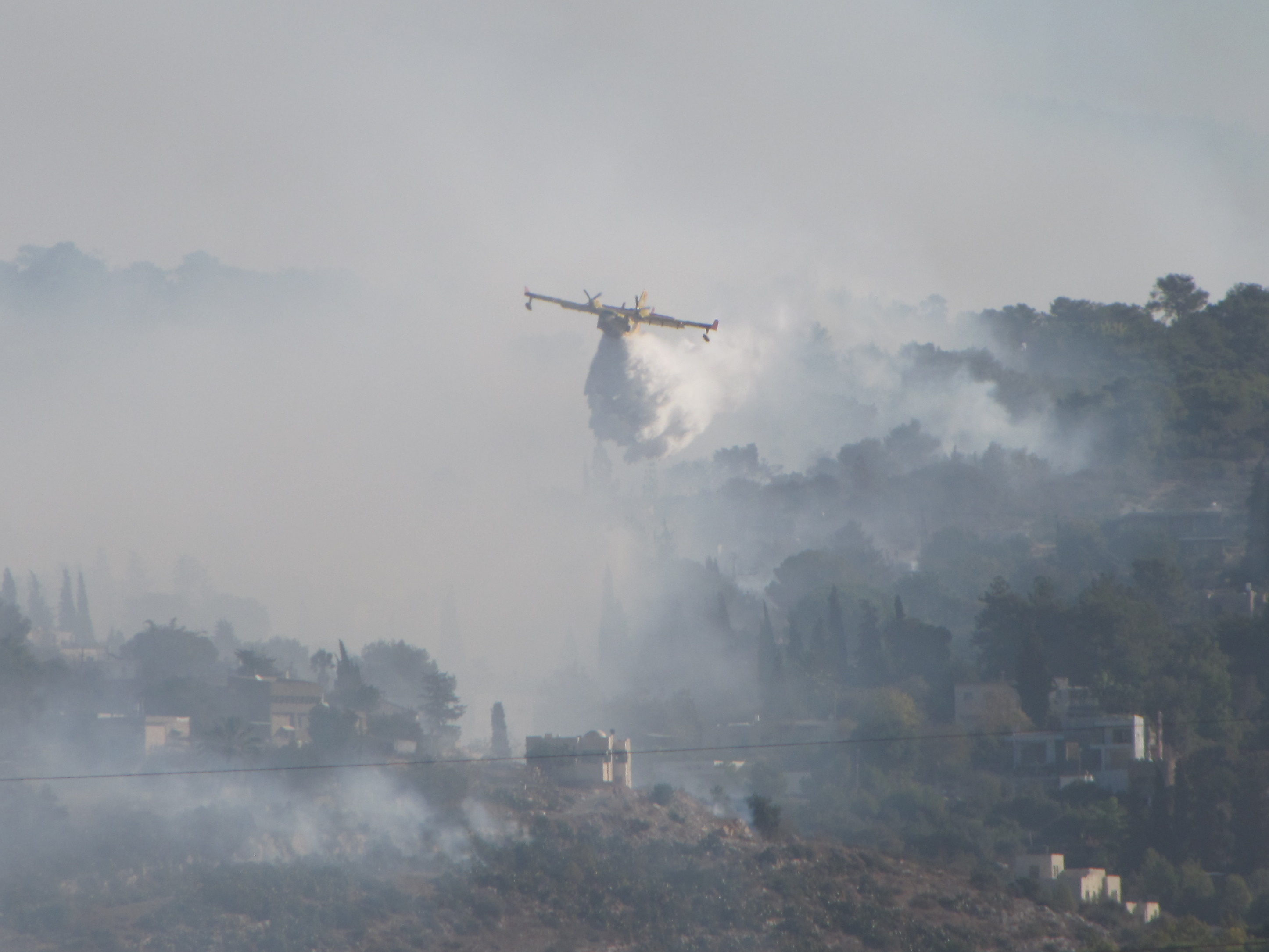
Hasičské práce během 4. prosince 2010

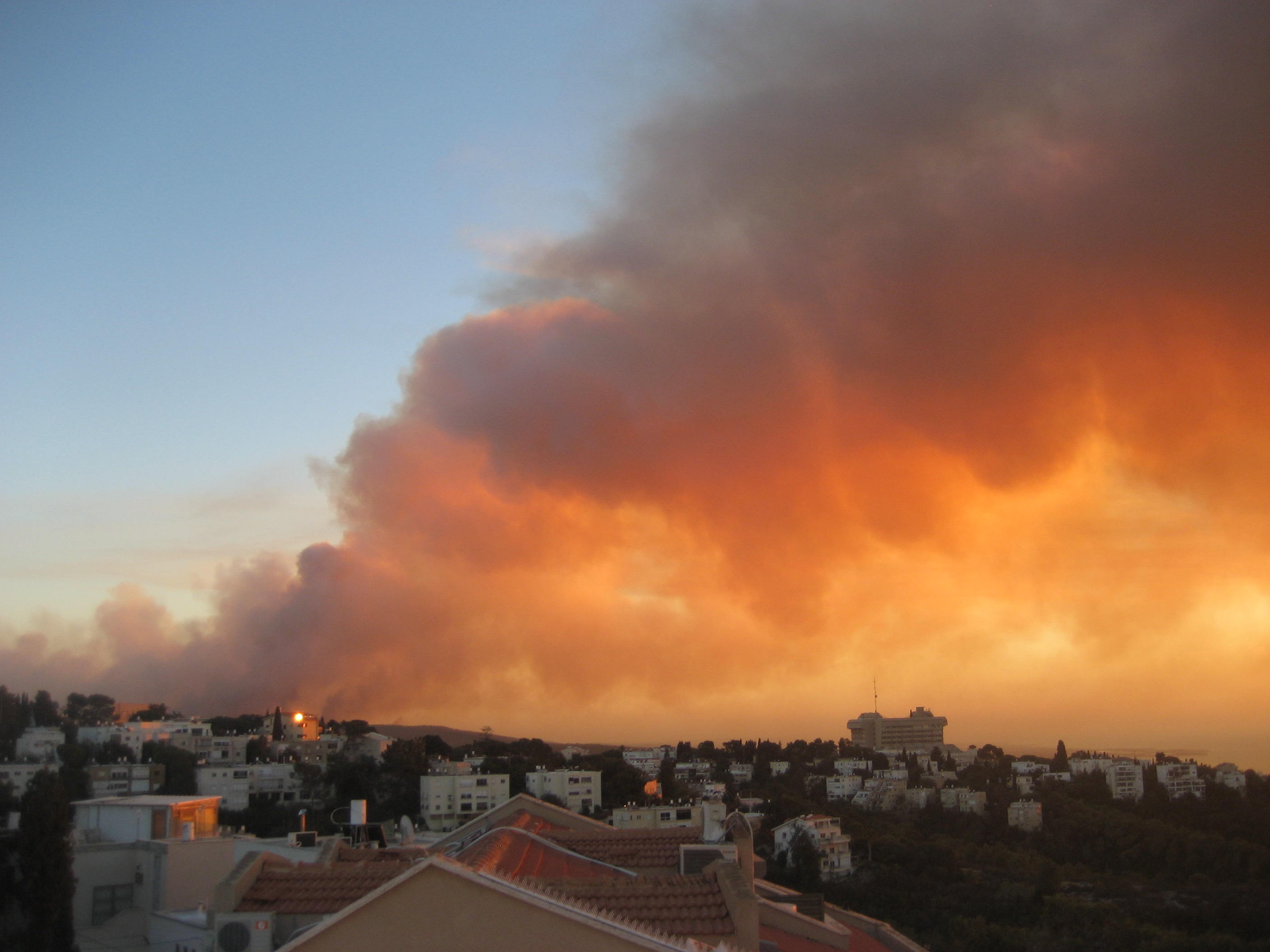
Požár v pohoří Karmel 2. prosince 2010

## Místo požáru
Oheň vypukl v severní části vrcholové partie pohoří Karmel, které bylo od 20. století postupně plánovitě zalesňováno. Jde o lesní komplex nazývaný hebrejsky יערות הכרמל, Ja'arot ha-Karmel, doslova Lesy Karmel o rozloze cca 30 000 dunamů (30 kilometrů čtverečních). Jeho výsadbu prováděl Židovský národní fond. Požár byl zpočátku soustředěn do prostoru mezi jižním okrajem Haify, městem Isfija a vesnicí Bejt Oren, poblíž vádí Nachal Chejk. Postupně se šířil k západu a severu.

## Průběh

### 1. den požáru a tragédie autobusu z věznice Damon
2. prosince 2010 vypukl v lesích v pohoří Karmel rozsáhlý požár, jehož sílu znásobilo dlouhodobé sucho a silný vítr vanoucí od východu. Ještě během odpoledne téhož dne se plocha postižená ohněm odhadovala na 3000 dunamů (3 kilometry čtvereční). V zasažené oblasti muselo dojít k evakuaci osob, včetně chovanců a personálu věznice Damon, která leží východně od vesnice Bejt Oren. Při evakuaci nápravného zařízení oheň pohltil autobus převážející studenty vězeňské stráže. Zemřelo 40 lidí. Kromě lidí z vězeňské stráže byli mezi mrtvými i civilisté. Ještě večer 2. prosince požádal izraelský premiér Benjamin Netanjahu o mezinárodní pomoc při zvládání ohně. Během noci z 2. na 3. prosince musely ustat aktivity hasičských letadel a požár se nepodařilo lokalizovat.
Během koordinace evakuačních prací přímo na místě požáru byla těžce zraněna Ahuva Tomerová, z velení haifské policie. Kvůli těžkým popáleninám byl její stav popisován dopoledne 3. prosince jako kritický.

### 2. den požáru
Ráno 3. prosince 2010 již plocha zničená ohněm přesáhla 20 000 dunamů (20 kilometrů čtverečních) a počet evakuovaných osob přesahoval 15 000. Kromě obyvatel prvotně postižené obce Bejt Oren, která byla ohněm z velké části zničena, a věznice Damon šlo o část populace města Tirat Karmel, vesnice Nir Ecion, Ejn Hod a Ejn Chaud, a oheň se blížil i k jižním předměstím Haify. Evakuována proto byla haifská čtvrť Hod ha-Karmel. V této fázi již byla událost označována za největší lesní požár v dějinách Izraele a počet obětí byl vyčíslen na 41, z toho 36 vězeňských strážců, 2 policisté a 1 dobrovolný hasič. Zprávy z noci ze čtvrtka na pátek mluvily o tom, že vesnice Bejt Oren byla zcela zničena, během pátku byly původní odhady korigovány s tím, že 80 % zástavby požár přežilo.
Odpoledne hasičské velení oznámilo, že požár ve vrcholové lokalitě Karmelu, kde celá katastrofa vznikla, již je pod kontrolou a nebezpečí nehrozí ani Haifě. Oheň se dále ovšem šířil v prostoru západních svahů Karmelu, poblíž pobřežní dálnice číslo 4 a obce Atlit. Počet obětí stoupl na 42. Bezpečnostní síly musely během 3. prosince zabraňovat, někdy za použití násilí, pokusům některých obyvatel zničené vesnice Bejt Oren nebo nedalekého Nir Ecion vrátit se do svých domovů. Obyvatelé obce Ejn Hod trávili den na pobřežní dálnici číslo 4 a pozorovali, jak plameny postupují na jejich domy.
Večer 3. prosince musely být opět přerušeny letecké protipožární operace. V té chvíli měl oheň na svědomí 17 000 evakuovaných lidí ze 14 různých vesnic a měst. Hořela stále oblast na západních svazích Karmelu, jižně a severně od přírodní rezervace Karmel Chaj Bar, dále plochy porostů u Isfije a u vesnice Nir Ecion. Očekávalo se, že k likvidaci požáru by mělo dojít během následujícího dne. Plocha zasažená ohněm vzrostla na víc než 35 000 dunamů (35 kilometrů čtverečních). Večer 3. prosince se zároveň znovu začalo mluvit o ohrožení předměstí Haify, čtvrti Hod ha-Karmel a areálu Haifské univerzity.

### 3. den požáru
4. prosince ráno byly opět obnoveny letecké akce v boji proti požáru. Oheň mezitím postoupil na okraj vesnic Nir Ecion a Ejn Hod a začal ničit některé domy v těchto obcích. Místní obyvatel z Ejn Hod citovaný deníkem Haaretz popsal, že viděl, jak plameny pohlcují desítky zdejších domů. Probíhala zároveň evakuace zvířat z rezervace Karmel Chaj Bar, která se ocitla v bezprostředním ohrožení.

### 4. den požáru
Teprve odpoledne v neděli 5. prosince, po 77 hodinách, se podařilo požár dostat pod kontrolu. Na místě ovšem nadále zůstávaly hasičské oddíly s cílem dokončit eliminaci jednotlivých ohnisek. Plocha krajiny zničené požárem se k 5. prosinci udávala na téměř 50 000 dunamů (50 kilometrů čtverečních). Obyvatelé evakuovaných obcí se mohli vrátit do svých bydlišť, s výjimkou vesnice Bejt Oren, kde byly závažnější majetkové škody. Oheň celkem v regionu Karmelu zničil 74 domů, 173 jich bylo poškozeno.

### 5. den požáru
V pondělí 6. prosince bylo oznámeno, že požár je definitivně uhašen. Během dne také na následky popálení z prvního dne požáru zemřela Ahuva Tomerová z velení haifské policie.

## Příčiny požáru
Policie vyšetřovala jako možnou příčinu ohně pálení odpadků na ilegálních skládkách v okolí lesa. Starosta Haify Jona Jahav prohlásil, že nelegální skládky byly dlouhodobě známým problémem a že bylo jen otázkou času, kdy dojde k podobnému neštěstí. Poslanec Knesetu Ja'akov Kac ale vyjádřil podezření, že oheň byl založen úmyslně jako součást arabské teroristické aktivity proti státu Izrael. Podobné podezření vyslovil i drúzský poslanec Ajub Kara. Kac poukázal na to, že požár vznikl na třech místech najednou. Zároveň informoval, že ve městě Furejdis, které obývají izraelští Arabové, mělo po ohlášení vzniku požáru dojít k pouličním oslavám.
3. prosince večer oznámilo velení hasičských sil, že dospělo k závěru, že oheň na Karmelu vznikl nikoliv žhářským útokem ale vznícením odpadků na skládce. Kvůli podezření z nedbalostního zapříčinění vzniku požáru byli 4. prosince zadrženi dva bratři z města Isfija. V neděli 5. prosince byla na ně uvalena vyšetřovací vazba s trváním do středy 8. prosince. 6. prosince bylo oznámeno, že příčinou ohně byla skutečně nedbalost dvou mladíků ve věku 14 a 15 let. Nakonec se ale jiný čtrnáctiletý mladík z vesnice Isfija přiznal, že oheň způsobil, když odhodil žhavé uhlíky z vodní dýmky do okolního lesa, který se okamžitě vzňal.

## Další požáry vzniklé v severním Izraeli od 3. prosince
V průběhu 3. prosince vypuklo v severním Izraeli několik dalších požárů, u kterých bylo od počátku podezření na úmyslné založení. Šlo nejprve o požár v lokalitě Cur Šalom, ve městě Kirjat Bialik, severně od Haify, mimo pohoří Karmel. Byl ale ještě během odpoledne lokalizován, stejně jako ve stejnou dobu propuknuvší oheň poblíž města Kirjat Tiv'on. Policie odpoledne 3. prosince oznámila, že menší požár, který dočasně propukl v prostoru Cur Šalom, mohl být dílem žháře (na místě se našel bicykl, paruka a zavazadlo). Mluvčí haifských hasičů Rešef Hezi Levy prohlásil, že souběžný vznik požárů v Cur Šalom a u Kirjat Tiv'on vzbuzuje některé otazníky, ale že v tuto chvíli se ještě neprovádí vyšetřování, protože hasičský sbor se soustřeďuje na zvládání ohně.
Ještě během 3. prosince začal také hořet lesní porost poblíž města Mašhad nedaleko od Nazaretu a dále les při dálnici číslo 70 u obce Bat Šlomo, která leží sice také v prostoru pohoří Karmel, ale na jeho jižním okraji, daleko od hlavního lesního požáru. A pozdě odpoledne byl hlášen také požár lesa u vesnice Adi v západní Galileji. Všechny tři požáry byly ještě 3. prosince uhašeny. A policie prověřovala možnost žhářského útoku.
K dalšímu incidentu došlo přímo v pohoří Karmel, kde byli zatčeni dva obyvatele města Dalijat al-Karmel ve věku 35 let, kteří byli zachyceni pozorovací leteckou sondou, jak odhazují láhev s potenciálně hořlavou náplní. Ještě v pátek ale byli tito muži propuštěni, protože se nepodařilo prokázat podezření. K 5. prosinci se uvádělo, že v severním Izraeli v uplynulých dnech bylo zaznamenáno celkem 20 žhářských pokusů.

## Kritika

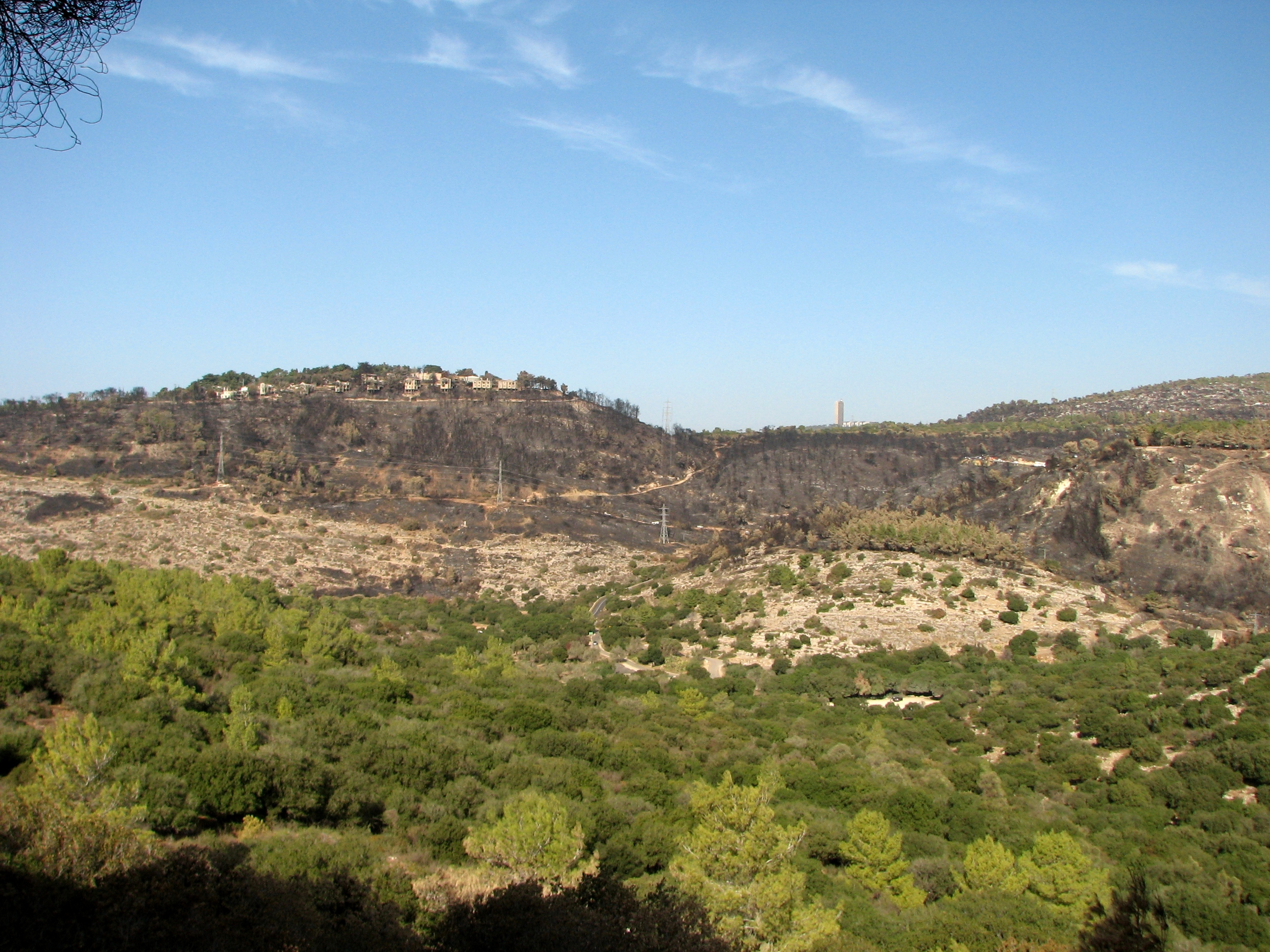
Bejt Oren po požáru

Už během 3. prosince se objevily názory, podle kterých byla reakce záchranářských a vládních složek v prvotní fázi požáru nedostatečná. Komentář v deníku Ma'ariv uvedl, že země která je schopna vypouštět špionážní satelity a provádět náročné vojenské operace, by měla být schopna vybavit své hasiče tak, aby jim po sedmi hodinách nedošel materiál. Kritizováno bylo i dlouhodobé podfinancování hasičských jednotek. První hlášení o požáru provedl ve čtvrtek ve čtvrt na dvanáct pilot letadla Alon Chajim, který spatřil oheň během svého letu nad touto oblastí. Nahlásil událost úřadům na haifském letišti, ale reakce na jeho hlášení byla prý pomalá.

## Zahraniční pomoc
Do země 3. prosince ráno dorazilo prvních sedm zahraničních letadel pro boj s lesními požáry. Šlo o posádky z Bulharska, Řecka, Kypru a Ázerbájdžánu. Očekávala se letadla z Turecka, Egypta a dalších zemí. Pomoc tureckých hasičů ocenil izraelský premiér Netanjahu a poprvé ve funkci premiéra telefonicky mluvil se svým tureckým protějškem Recepem Tayyipem Erdoğanem a vyjádřil naději, že tato spolupráce zlepší vztahy mezi oběma státy. Od 4. prosince bylo do akce proti šíření požáru nasazeno i obří hasičské letadlo z Ruska s kapacitou 42 000 litrů vody. V neděli 5. prosince se do hašení zapojil také speciálně upravený letoun Boeing 747 z USA s kapacitou 94 000 litrů a schopností provádět letecké protipožární operace i v noci.